# Color Craziness
Color Craziness is een compilatiefilm uit 1965, waarin korte filmpjes van The Three Stooges achter elkaar te zien zijn.
Opmerkelijk aan de filmpjes is, dat ze alle in kleur zijn, wat waarschijnlijk zou betekenen dat ze als promotiemateriaal voor de tekenfilmserie The New Three Stooges uit de jaren 50 en 60 hebben gediend. De film bevindt zich in het publiek domein.